# Верховный Совет Чечено-Ингушской АССР
Верховный Совет Чечено-Ингушской АССР — законодательный орган Чечено-Ингушской АССР. Первые выборы в Верховный Совет состоялись в июне 1938 года, через два года после образования субъекта СССР. В декабре 1941 года все выборы в республике были перенесены на период до окончания Великой Отечественной войны. 23 февраля 1944 года Чечено-Ингушская АССР была ликвидирована, а чеченцы и ингуши депортированы. В 1957 году Чечено-Ингушетия была восстановлена. В 1958 году прошли первые после восстановления республики выборы в Верховный Совет республики. В сентябре 1991 года парламент республики принял решение о самороспуске.

## История
5 декабря 1936 года c принятием новой сталинской конституции СССР Чечено-Ингушская автономная область была выведена из состава Северо-Кавказского края и преобразована в Чечено-Ингушскую АССР. 26 июня 1938 года состоялись первые выборы в Верховный Совет Чечено-Ингушетии. Было избрано 112 депутатов, из которых 53 были чеченцами, 36 — русскими, 12 — ингушами, 6 — евреями, 3 украинцами, по одному грузину и мордвину.
В республике сложилась неписанная политическая традиция, согласно которой председателем Президиума Верховного Совета ЧИАССР назначался ингуш, председателем Верховного Совета Чечено-Ингушской АССР — чеченец, а первым секретарём республиканского обкома партии — русский.
Ведущие должности в республике (первый секретарь обкома КПСС, руководители МВД и КГБ, республиканский прокурор, министр финансов, секретарь Грозненского обкома КПСС, военный комиссар республики и другие) отводились русским. Заместителями при русском руководителе должны были быть вайнахи, и наоборот — при руководителе-горце заместителем должен был быть русский. Претенденты на высокие посты из числа коренного населения могли доказать свой интернационализм заключением интернационального брака.
25 декабря 1941 года указом Президиума Верховного Совета Чечено-Ингушетии все выборы в Советы народных депутатов в республике были перенесены на период после окончания Великой Отечественной войны. Ранее избранные Советы должны были исполнять свои обязанности до новых выборов.
23 февраля 1944 года чеченцы и ингуши были депортированы. Они были лишены всех конституционных и избирательных прав. Решением Президиума Верховного Совета СССР 1 декабря 1945 года спецпереселенцы были внесены в списки избирателей на общих основаниях.
В 1956 году Чечено-Ингушская АССР была восстановлена. 16 марта 1958 года прошли первые после восстановления автономии выборы в Верховные Советы ЧИАССР и СССР. В Верховный Совет республики были избраны 116 депутатов, из которых 52 русских, 37 чеченцев, 14 ингушей и 13 представителей других народов.
3 марта 1963 года состоялись выборы в Верховные Советы РСФСР и Чечно-Ингушетии.
12 марта 1967 года прошли очередные выборы в Верховный Совет РСФСР. В тот же день прошли выборы депутатов Верховного Совета ЧИАССР 4-го созыва.

### Созывы Верховного Совета
| Созыв | Дата проведения выборов      | Избрано депутатов | Председатели Президиума Верховного Совета Чечено-Ингушской АССР | Председатели Верховного Совета Чечено-Ингушской АССР |
| ----- | ---------------------------- | ----------------- | --------------------------------------------------------------- | ---------------------------------------------------- |
| 1     | 26 июня 1938 года            | 112               | Тамбиев, Юсуп Дудаевич                                          |                                                      |
| 2     | 16 марта 1958 года           | 116               | Алмазов, Ильяс Абдулаевич                                       | Мурдиев, Ахмет Мурдиевич                             |
| 3     | 3 марта 1963 года            |                   | Алмазов, Ильяс Абдулаевич                                       | Ахматова, Раиса Солтамурадовна                       |
| 4     | 12 марта 1967 года           |                   | Оздоев, Курейш Измаилович                                       | Ахматова, Раиса Солтамурадовна                       |
| 5     |                              |                   | Боков, Хажбикар Хакяшевич                                       | Ахматова, Раиса Солтамурадовна                       |
| 6     |                              |                   | Боков, Хажбикар Хакяшевич                                       | Ахматова, Раиса Солтамурадовна                       |
| 7     |                              |                   | Боков, Хажбикар Хакяшевич                                       | Ахматова, Раиса Солтамурадовна                       |
| 8     | 24 февраля 1985 года         |                   | Боков, Хажбикар Хакяшевич                                       |                                                      |
| 9     | 4 марта и 19 марта 1990 года | 170               | должность упразднена                                            | Завгаев, Доку Гапурович                              |

### Верховный Совет Чечено-Ингушской АССР IX созыва
Выборы депутатов Верховного Совета Чечено-Ингушской АССР IX созыва прошли в 1990 году. В Верховный Совет ЧИАССР были избраны 170 депутатов, среди которых 143 члена и кандидата в члены КПСС (84 %), 27 беспартийных (16 %), в том числе 2 члена ВЛКСМ, 8 женщин (4,7 %); 17 рабочих и колхозников, 31 руководитель и специалист, 35 работников науки, культуры, литературы, искусства, просвещения и здравоохранения, 28 работников партийных органов, 21 работник советских органов, 3 профсоюзных и комсомольских работника. 6 депутатов имели возраст до 29 лет, 120 — от 30 до 49 лет, 44 — 50 лет и старше. 158 депутатов имели высшее образование (93 %), 10 — среднее (6 %), 17 депутатов имели учёную степень или учёное звание (10 %). 71 депутат был награждён орденами и медалями СССР. Депутатами были избраны представители пяти национальностей: 113 чеченцев, 28 русских, 23 ингуша, 5 украинцев и один армянин.
1. Абубакирова, Айзан Саид-Ахмедовна;
2. Абубакаров, Абдурашид Умарович;
3. Акулов, Василий Петрович;
4. Арсанукаев, Умар Асланбекович;
5. Ахматукаев, Хаси Межиевич;
6. Алсултанов, Умалт Ахмадович;
7. Алавдинов, Али Алавдинович;
8. Алаев Тарзан Абдул-Керимович;
9. Албагачиев, Ахмет Магаметович;
10. Алимхаджиев, Абдулла Юсупхаджиевич;
11. Алмазов, Анатолий Ильясович;
12. Алханов, Хамзат Майдыевич;
13. Арбиев, Санаки Алиевич;
14. Арсанов, Магомед Баудинович;
15. Арсемиков, Кагир Шовдарбиевич;
16. Арчаков, Хаджибикар Хадисович;
17. Ахмадов, Идрис Лечиевич;
18. Ахмадов, Хусайн Сайдалимович;
19. Альмурзаев, Шейхмахамат Альмагомедович;
20. Аушев, Абдул-Хамид Хусейнович;
21. Арбиев, Магомед Алиевич;
22. Аюбов, Седид Саидович;
23. Баймурадов, Майрбек Эльсиевич;
24. Базгиев, Руслан Ахмедович;
25. Байдуев, Иса Зайндиевич;
26. Бахмадов, Баудин Дадаевич;
27. Бахтаров, Хасаин Хусейнович;
28. Бачманов, Александр Николаевич;
29. Беков, Мурат Зелимханович;
30. Беков, Сергей Мажитович;
31. Бисултанов, Хожахмет Мусаевич;
32. Бициев, Яхъя Бициевич;
33. Богач, Владимир Васильевич;
34. Бондарь, Анатолий Петрович;
35. Бугаев, Абдулла Махмудович;
36. Булчаев, Нурди Джамалайлович;
37. Ванцаев, Аюб Хамзатович;
38. Вахаев, Хож-Магомед Хумайдович;
39. Ведзижев, Батыр Макшарипович;
40. Витушев, Халит Мацаевич;
41. Гадаев, Шепа Юсупович;
42. Газабаев, Шахид Юнусович;
43. Газалоев, Юнус Якубович;
44. Газиев, Кайд Юсупович;
45. Газиханов, Ханпаша Гапурович;
46. Гайрбеков, Руслан Муслимович;
47. Гандалоев, Хамид Илезович;
48. Гебаев, Арби Ахмадович;
49. Гериханов, Абу Касумович;
50. Громов, Павел Николаевич;
51. Губиев, Сулейман Семиевич;
52. Гуржиханов, Хаваж Межиевич;
53. Гушакаев, Магомед Ахметович;
54. Дааев, Нужден Решидович;
55. Дагаев, Вага Баудинович;
56. Дадагов, Бадрудин Дадагович;
57. Даудов, Сулиман Даудович;
58. Джандигов, Аланбек Эльбузурович;
59. Джукаев, Ахмад Бекаевич;
60. Дзейтов, Харун Магометович;
61. Джикаев, Мухарбек Магомедгиреевич;
62. Жуков, Григорий Григорьевич;
63. Завгаев, Доку Гапурович;
64. Зурабов, Мусса Алиевич;
65. Ибрагимов, Шахрудин Хамзатович;
66. Индербиев, Ибрагим Алиевич;
67. Исаев, Хусейн Абубакарович;
68. Исламов, Омар Рапаевич;
69. Исмаилов, Эльмурза Эльбзурович;
70. Исрапилов, Илья Минкаилович;
71. Кадиев, Магомед Алиевич;
72. Калугина, Ольга Константиновна;
73. Калиев, Шахид Тохаевич;
74. Картоев, Магомед Мусиевич;
75. Караев, Руслан Зубаирович;
76. Келигов, Мусса Баматович;
77. Кикаев, Исан Висаевич;
78. Кодзоев, Исса Аюбович;
79. Кодзоев, Мурат Макшарипович;
80. Коломенский, Пётр Георгиевич;
81. Крохолев, Иван Дмитриевич;
82. Кудусов, Али Алавдинович;
83. Куценко, Виталий Александрович;
84. Кучиев, Магомед Мерсоевич;
85. Латышев, Александр Фёдорович;
86. Льянов, Умалат Макшарипович;
87. Магомадов, Насруди Ножаевич;
88. Манкиев, Баматгирей Багаудинович;
89. Махаури, Гелани Гелагаевич;
90. Махмудов, Рамзан Даштаевич;
91. Мачукаев, Михаил Магомедович;
92. Межидов, Леид Джамалдиевич;
93. Межидов, Увайс Мусиевич;
94. Муслуев, Заур Сайдиевич;
95. Мусаев, Олхазур Ражапович;
96. Мусостов, Сайпа Зияутдинович;
97. Муштаргаев, Имран Хасанович;
98. Неделькова, Любовь Леонидовна;
99. Нецветаев, Пётр Андреевич;
100. Нунуев, Саид-Хамзат Махмудович;
101. Омаров, Руслан Ахмадович;
102. Осмаев, Амин Ахмедович;
103. Осмаев, Усман Геримсултанович;
104. Ошаев, Тамерлан Алаудинович;
105. Паскачев, Асланбек Боклуевич;
106. Патиев, Магомед Османович;
107. Пашинский, Валерий Николаевич;
108. Петренко, Анатолий Николаевич;
109. Плиев, Исса Магометович;
110. Попова, Валерия Васильевна;
111. Потёмкин, Леонид Петрович;
112. Разыханов, Айдан Хадиевич;
113. Рашидов, Сайд-Магомед Халимович;
114. Сагаипов, Заурбек Анарбекович;
115. Сагаев, Ваха Тагаевич;
116. Сагариева, Зара Лагаевна;
117. Садаев, Ахмад Бетиевич;
118. Салаев, Салман Хумидович;
119. Садыков, Хусаин Сайд-Салахович;
120. Саломатин, Владимир Иванович;
121. Соколов, Пётр Алексеевич;
122. Султыгов, Магомед Ахмедович;
123. Табунщиков, Александр Петрович;
124. Тазиев, Муса Салманович;
125. Талаев, Хусейн Мовладович;
126. Тамаров, Борис Петрович;
127. Татаев, Илес Вахидович;
128. Татиев, Руслан Мажитович;
129. Таштамиров, Руслан Мюстаевич;
130. Тасуханов, Султан Бишиевич;
131. Тумсоев, Евгений Вахаевич;
132. Умхаев, Леча Салманович;
133. Усамов, Юнади Данилбекович;
134. Усманов, Лёма Вахаевич;
135. Филькин, Василий Иванович;
136. Фролов, Николай Афанасьевич;
137. Хадисов, Ибрагим Денилович;
138. Хаджиев, Саламбек Наибович;
139. Хазуев, Хасан Газмагомедович;
140. Хамзаев, Абдул Дагуевич;
141. Хамидов, Лечи Долаевич;
142. Харсанов, Леча Мусульчаевич;
143. Хациев, Баял Ибрагимович;
144. Хациев, Ломан Ибрагимович;
145. Хачатуров, Рафаэль Минасович;
146. Хизриев, Усман Абуезедович;
147. Храмченко, Лидия Александровна;
148. Хункерханов, Султан Лечиевич;
149. Хучиев, Олхазур Хажахметович;
150. Цакаев, Руслан Узудиевич;
151. Цобаев, Хаса Хусейнович;
152. Чагаев, Баудин Камалдинович;
153. Чапсуркаев, Айдамир Бакриевич;
154. Чертоев, Исса Алиевич;
155. Чёрный, Юрий Алексеевич;
156. Шадыжев, Багаудин Саламханович;
157. Шундулаев, Абдурашид Алиевич;
158. Шутин, Владислав Петрович;
159. Щербина, Николай Александрович;
160. Эдильханов, Салман Саидович;
161. Элесов, Дмитрий Иссаевич;
162. Эльмурзаева, Ганга Бекхановна;
163. Эльмурзаев, Юсуп Мутушевич;
164. Энгиноев, Нурдин Исмаилович;
165. Юнуев, Юнус Хасанович;
166. Юркова, Галина Игоревна;
167. Юрков, Геннадий Борисович;
168. Юсупов, Шамиль Тахаевич;
169. Якубов, Шамхан Алаудинович;
170. Янин, Геннадий Сидорович;
171. Ясаев, Умар Кимович;
172. Яндаров, Андербек Дудаевич.

### Ликвидация Верховного Совета
27 ноября 1990 года Верховный Совет Чечено-Ингушской АССР принял декларацию о государственном суверенитете Чечено-Ингушской Республики, а 24 мая 1991 года согласно поправкам в статье 71 Конституции РСФСР автономная республика стала называться Чечено-Ингушской ССР. Данное решение не согласовывалось со статьёй 85 Конституции СССР, которая сохраняла наименование Чечено-Ингушская АССР.
15 сентября 1991 года в Грозный прилетел исполняющий обязанности Председателя Верховного Совета РСФСР Руслан Хасбулатов. Под его руководством в отсутствие кворума прошла последняя сессия Верховного Совета республики, на которой депутаты приняли решение о самороспуске парламента. В результате переговоров между Русланом Хасбулатовым и лидерами Исполкома Общенационального конгресса чеченского народа в качестве временного органа власти на период до выборов (назначенных на 17 ноября) был сформирован Временный Высший Совет ЧИАССР из 32 депутатов, сокращённый вскоре до 13 депутатов, затем — до 9.